# Chäs und Brot
Chäs und Brot ist eine ländliche Siedlung beim Weiler Oberbottigen im Berner Quartier Bümpliz-Oberbottigen. Auf der Landeskarte wird die Ortsbezeichnung im lokalen Dialekt Chäs u Brot geschrieben. Die Postadresse lautet Bottigenstrasse, 3019 Bern. Bis 1919 gehörte das Gebiet rund um Chäs und Brot zur damaligen Gemeinde Bümpliz.

## Legende
Gemäss einer Legende sei in Chäs und Brot das Schweizerkreuz entstanden. Am 21. Juni 1339 fand die Schlacht bei Laupen statt. Das u. a. von freiburgischen und habsburgischen Truppen belagerte Laupen wurde an diesem Tag befreit, unter anderem mit der Hilfe befreundeter Truppen aus den Waldstätten und dem Haslital. Damals zogen die befreundeten Truppen noch nicht unter einem gemeinsamen Banner gegen ihre Feinde. Am Vortag der Schlacht verköstigten sich die Waldstätter und die Haslitaler in Chäs und Brot. Man fragte sich, wie man Freund von Feind unterscheiden könne. Eine Frau hatte die zündende Idee: Sie zerriss Leinentücher und brachte diese den Kämpfern kreuzweise auf ihren Hemden an.